# Nyls Korstanje
Nyls Korstanje (Nimega, 5 febbraio 1999) è un nuotatore olandese.

## Biografia
Specializzato nello stile libero, vanta una medaglia d'oro mondiale in vasca corta e due medaglie d'oro europee (una in vasca corta ed una in vasca lunga), conseguite tutti in staffetta. 

## Palmarès
| Anno | Manifestazione          | Sede       | Evento             | Risultato | Prestazione | Note |
| ---- | ----------------------- | ---------- | ------------------ | --------- | ----------- | ---- |
| 2016 | Mondiali in vasca corta | Windsor    | 4x50m sl mista     | Argento   | 1'29"82     |      |
| 2017 | Europei in vasca corta  | Copenaghen | 4x50m sl mista     | Oro       | 1'28"39     |      |
| 2018 | Europei                 | Glasgow    | 4x100m sl          | Argento   | 3'23"97     |      |
| 2020 | Europei                 | Budapest   | 4x100m misti mista | Argento   | 3'41"28     |      |
| 2021 | Mondiali in vasca corta | Abu Dhabi  | 4x50m misti mista  | Oro       | 1'36"20     |      |
| 2022 | Mondiali                | Budapest   | 4x100m misti mista | Bronzo    | 3'41"54     |      |
| 2022 | Europei                 | Roma       | 4x100m misti mista | Oro       | 3'41"73     |      |
| 2022 | Mondiali in vasca corta | Melbourne  | 4x50 m sl          | Bronzo    | 1'23"75     |      |
| 2022 | Mondiali in vasca corta | Melbourne  | 4x50 m sl mista    | Bronzo    | 1'28"53     |      |
| 2024 | Mondiali                | Doha       | 4x100m misti       | Argento   | 3'31"23     |      |
| 2024 | Mondiali in vasca corta | Budapest   | 50 m farfalla      | Bronzo    | 21"68       |      |